# Dohlednost

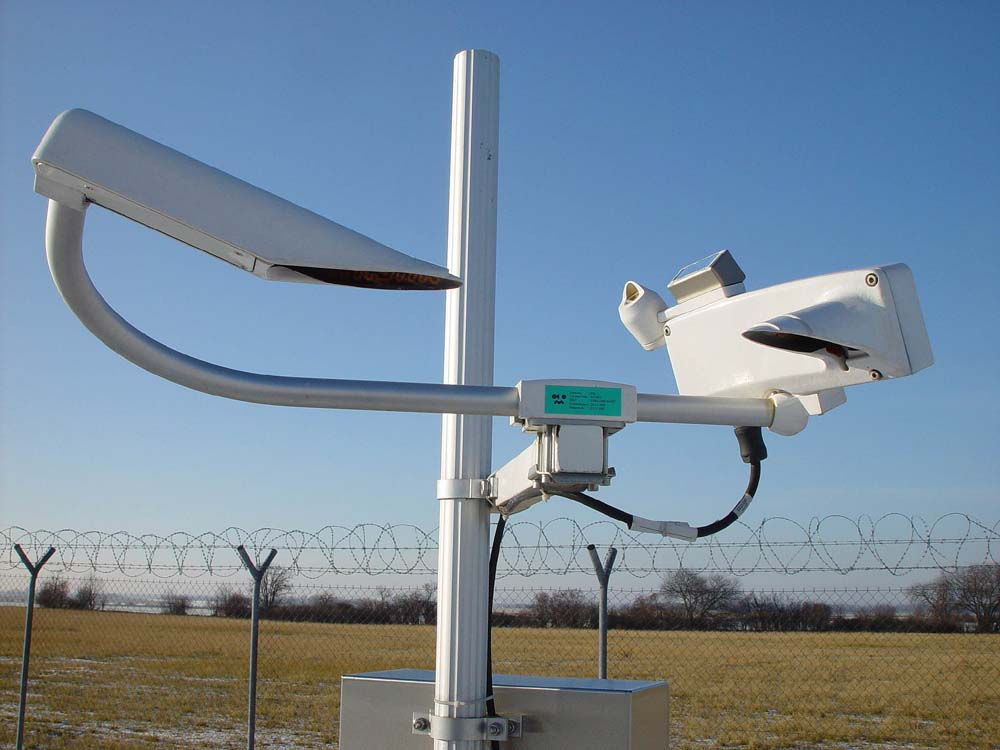
Přístroj na měření meteorologické dohlednosti na observatoři 11518 Praha-Ruzyně

Dohlednost je meteorologický termín, označující vzdálenost, v níž je kontrast daného objektu a jeho pozadí právě roven prahu kontrastové citlivosti oka pozorovatele . Rozlišujeme dohlednost meteorologickou, dráhovou (RVR, Runway Visual Range), šikmou, vertikální, letovou.
Meteorologická dohlednost je ve dne taková vzdálenost, na kterou lze spolehlivě rozeznat černý předmět o úhlové velikosti 0,5–5°, umístěný u země na pozadí mlhy nebo oblohy; v noci je to největší vzdálenost, na kterou jsou spolehlivě rozeznatelná světla určité stálé a směrově málo proměnlivé svítivosti.
Hodnota meteorologické dohlednosti se měří subjektivně, tzn. závisí např. na vlastnostech oka pozorovatele. Dále závisí na osvětlení předmětu, oblohy, poloze slunce, pokrytí oblohy oblačností, apod. V současné době se dohlednost v rozsahu 0–10 km měří přístroji, založenými na vyhodnocení rozptylu světla ve vzduchu. Dráhová dohlednost je měřena objektivně přístroji (transmisometry), rozmístěnými u vzletových a přistávacích drah na letištích, zpravidla poblíž počátku, středu a konce dráhy.
Dohlednost závisí na několika faktorech, zejména na relativní vlhkosti vzduchu, obsahu znečišťujících příměsí, intenzitě padajících srážek; obecně na hodnotě rozptylu světla na mikroskopických kapičkách vody nebo vodní páře, obsažené v atmosféře. Dohlednost se obtížně předpovídá, přestože je jedním z nejdůležitějších meteorologických prvků v letectví. Dohlednost a výška oblačnosti jsou meteorologické parametry, které mají vliv na kategorii přiblížení letadel k letišti (podle doporučení ICAO. Letiště Praha-Ruzyně umožňuje tzv. přesné přiblížení a přistání za kategorie IIIb ICAO, což znamená výšku rozhodnutí 50 stop (15 m), dráhovou dohlednost méně než 210 m, ale ne méně než 46 m. K přistání letadla za této kategorie jsou však nutné ještě i další, nemeteorologické předpoklady.
Letadla, která létají podle VFR, tj. za vnější viditelnosti, mají podle předpisu L 2 předepsánu minimální dohlednost 5 km, resp. dohlednost = indikovaná vzdušná rychlost v km/h dělená číslem 100, avšak ne nižší než 1500 m (příklad: letadlo letí indikovanou vzdušnou rychlostí 200 km/h, pak v neřízeném vzdušném prostoru může letět při dohlednosti 2 km. Žádné letadlo ale nesmí létat podle VFR za dohlednosti nižší než 1,5 km, s výjimkou vrtulníků, které mohou létat při dohlednosti minimálně 800 m.
Někdy jsou neodborníky zaměňovány pojmy dohlednost a viditelnost. Viditelnost je však určována možností daný předmět vůbec vidět, nikoliv jej rozeznat od pozadí. Například v noci může být výborná dohlednost, ale špatná viditelnost. Tato záměna má zřejmě původ v anglickém výrazu visibility, který lze přeložit jako dohlednost i viditelnost.
- Dohlednost 50 km a více se v meteorologii označuje jako výborná dohlednost.
- Dohlednost 1–10 km je buďto kouřmo v případě, že toto snížení dohlednosti je způsobeno obsahem vodní páry, anebo zákal, pokud je snížení dohlednosti způsobeno jiným důvodem; relativní vlhkost je v tomto případě nižší než 70 %.
- Dohlednost pod 1000 m způsobená vzdušnou vlhkostí se nazývá mlha.